# Košarka na Poletnih olimpijskih igrah 1996
Košarka na Poletnih olimpijskih igrah 1996. Tekmovanje je potekalo za moške in ženske reprezentance.

## Dobitniki medalj
| Kategorija | Zlato | Srebro | Bron |
| Moški      | ZDACharles Barkley Penny Hardaway Grant Hill Hakeem Olajuwon Karl Malone Reggie Miller Shaquille O'Neal Gary Payton Scottie Pippen Mitch Richmond David Robinson John Stockton                    | JugoslavijaDejan Tomašević Miroslav Berić Dejan Bodiroga Željko Rebrača Predrag Danilović Vlade Divac Aleksandar Đorđević Saša Obradović Žarko Paspalj Zoran Savić Nikola Lončar Milenko Topić                                          | LitvaArvydas Sabonis Rimas Kurtinaitis Darius Lukminas Saulius Štombergas Eurelijus Žukauskas Šarūnas Marčiulionis Mindaugas Žukauskas Gintaras Einikis Andrius Jurkūnas Artūras Karnišovas Rytis Vaišvila Tomas Pačėsas |
| Ženske     | ZDATeresa Edwards · Dawn Staley · Ruthie Bolton · Sheryl Swoopes · Jennifer Azzi · Lisa Leslie · Carla McGhee · Katy Steding · Katrina Felicia McClain · Rebecca Lobo · Venus Lacy · Nikki McCray | BrazilijaHortência Marcari Oliva · Maria Angelica · Adriana Aparecida Santos · Leila Sobral · Maria Paula Silva · Janeth Arcain · Roseli Gustavo · Marta Sobral · Silvinha · Alessandra Oliveira · Cintia Santos · Claudia Maria Pastor | AvstralijaRobyn Maher · Allison Cook · Sandy Brondello · Michele Timms · Shelley Sandie · Trisha Fallon · Michelle Chandler · Fiona Robinson · Carla Boyd · Jenny Whittle · Rachael Sporn · Michelle Brogan              |

## Medalje po državah
| Poz | Država      | Zlato | Srebro | Bron | Skupaj |
| 1   | ZDA         | 2     | 0      | 0    | 2      |
| 2   | Jugoslavija | 0     | 1      | 0    | 1      |
| 2   | Brazilija   | 0     | 1      | 0    | 1      |
| 3   | Litva       | 0     | 0      | 1    | 1      |
| 3   | Avstralija  | 0     | 0      | 1    | 1      |